# Alto y Bajo Egipto

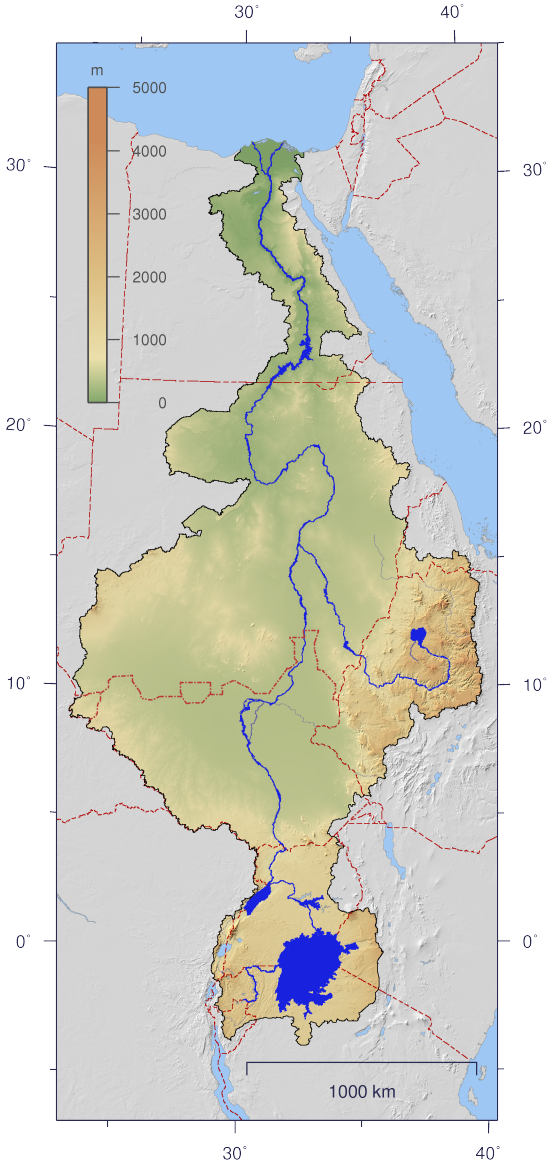
El Nilo eje histórico de Egipto

En la Historia de Egipto, el período del Alto y Bajo Egipto (también conocido como las Dos Tierras) fue la etapa final del Egipto prehistórico y precedió directamente a la unificación de la región. La concepción de EGIPTO como las Dos Tierras fue un ejemplo del dualismo en la antigua cultura egipcia y apareció con frecuencia en textos e imágenes, incluso en los títulos de los faraones egipcios.
El título egipcio zmꜣ-tꜣwj (pronunciación egiptológica sema-tawy) se traduce generalmente como "Unificador de las Dos Tierras" y se describe como una tráquea humana entrelazada con la planta de papiro y lirio. La tráquea representaba la unificación, mientras que la planta de papiro y lirio representa el Bajo y Alto Egipto.
Los títulos estándar del faraón incluían el prenomen, literalmente "De la juncia y la abeja" (nswt-bjtj, los símbolos del Alto Egipto y Bajo Egipto) y "El señor de las dos tierras" (escrito nb-tꜣwj). (Las Reinas reinantes se trataron como "Faraón" y masculino.) La Reina consorte podría usar una versión femenina del segundo título.

## Estructura

Pschent, la doble corona de Egipto.

En el antiguo Egipto estaba dividido en dos regiones, a saber, el Alto Egipto y el Bajo Egipto. Al norte se encontraba el Bajo Egipto, donde el Nilo se extendía con sus varias ramas para formar el Delta del Nilo. Al sur estaba el Alto Egipto, que se extendía hasta Aswan. La terminología "Superior" e "Inferior" se deriva del flujo del Nilo desde las tierras altas de África Oriental hacia el norte hasta el Mar Mediterráneo.
Los dos reinos del Alto y Bajo Egipto se unieron c. 3000 a. C., pero cada uno mantuvo sus propios atributos: el Hedjet o la Corona Blanca para el Alto Egipto y el deshret o la Corona Roja para el Bajo Egipto. Así, los faraones eran conocidos como los gobernantes de las Dos Tierras, y llevaban el pschent, una doble corona, cada mitad representando la soberanía de uno de los reinos. La antigua tradición egipcia acredita a Menes, que ahora se cree que es la misma que Narmer, como el rey que unió el Alto y el Bajo Egipto. En la paleta de Narmer, se representa al rey vistiendo la corona roja en una escena y la corona blanca en otra, y mostrando así su dominio sobre ambas tierras..

## Sema Tawy y el simbolismo

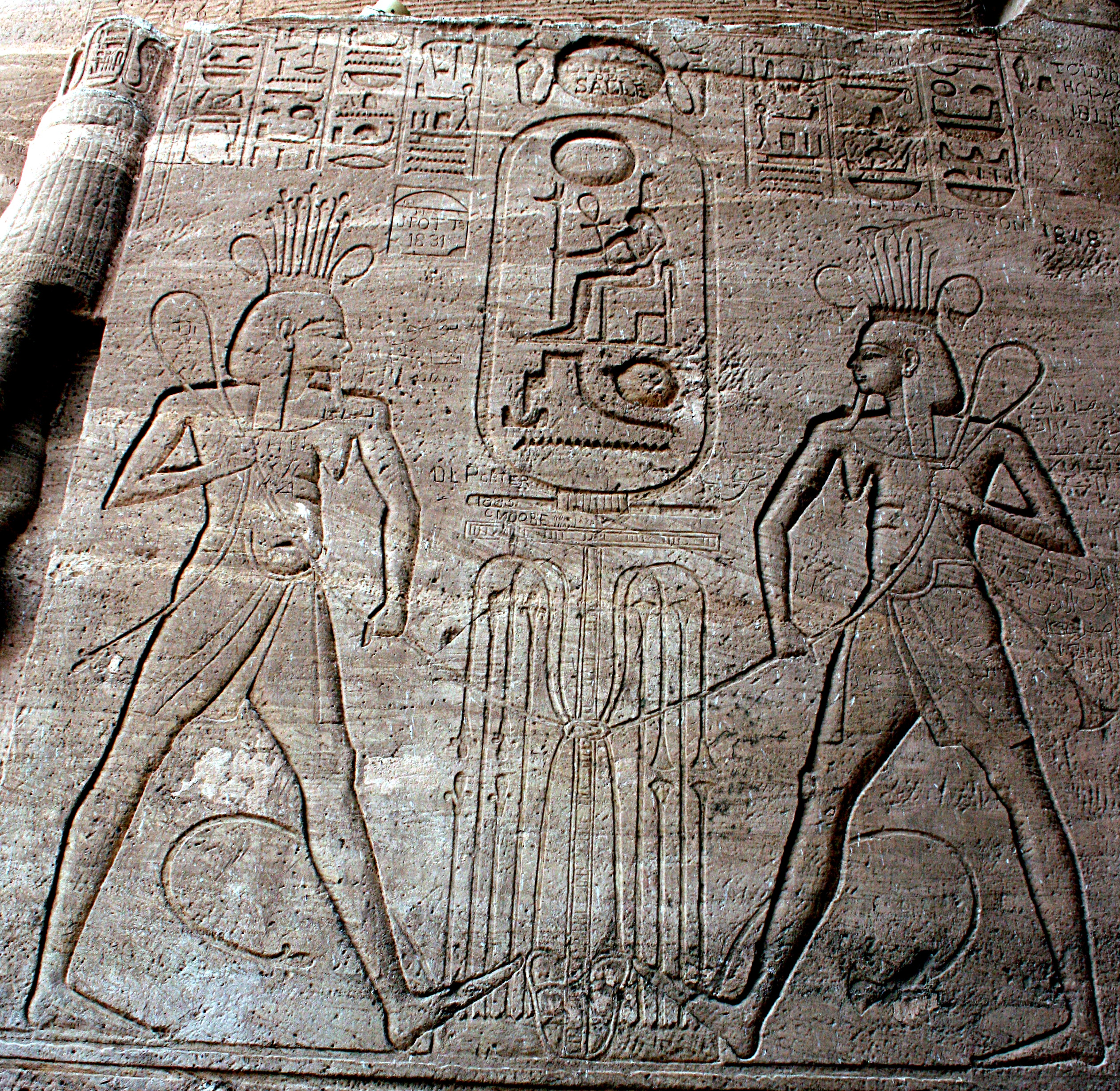
Hapi atando las plantas de papiro y caña en el símbolo de sema tawy para la unificación del Alto y Bajo Egipto

La unión del Alto y Bajo Egipto está representada por plantas de papiro y caña anudadas. El motivo de unión representa la armonía a través de la vinculación y la dominación a través de la contención. La dualidad es una parte importante de la iconografía real. A veces, la dualidad se amplía aún más al hacer que las plantas anudadas se extiendan y aten también a enemigos extranjeros (tanto del Norte como del Sur).
Durante la primera dinastía emergen títulos reales dualistas, incluido el título Rey del Alto y Bajo Egipto (nswt bjtj) que combina la planta que representa al Alto Egipto y una abeja que representa al Bajo Egipto. El otro título dualista es el nombre de Dos Damas o el nombre de Nebty. Las dos damas como Nejbet, la diosa buitre asociada con Nekhen en el Alto Egipto, y Wadjet, la diosa cobra asociada con Buto en el Bajo Egipto.
Hay muchas representaciones de las unificaciones rituales de las Dos Tierras. No se sabe si este fue quizás un rito que se habría promulgado al comienzo de un reinado, o simplemente una representación simbólica. Muchas de las representaciones de la unificación muestran dos dioses que atan las plantas. A menudo los dioses son Horus y Set, o en ocasiones Horus y Thoth. Hay varios ejemplos de stands de Barque de los reinados de Amenhotep III (Hermopolis), Taharqa (Jebel Barkal) y Atlanersa (Jebel Barkal) que muestran a dos dioses del río realizando el rito. Esto coincide con una escena del Templo en Abu Simbel de la época de Ramsés II.
Solo hay un puñado de escenas que muestran al Rey mismo realizando el ritual. Todos estos son desde puestos de barca y fecha hasta los reinados de Amenhotep III, Seti I y Ramesses III. Los dos últimos pueden ser copias del primero.

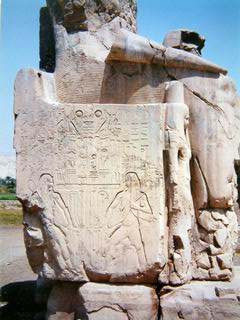
El dios de río Hapi uniendo Egipto Superior y más Bajo. Colossi De Memnon. Reinado de Amenhotep III.
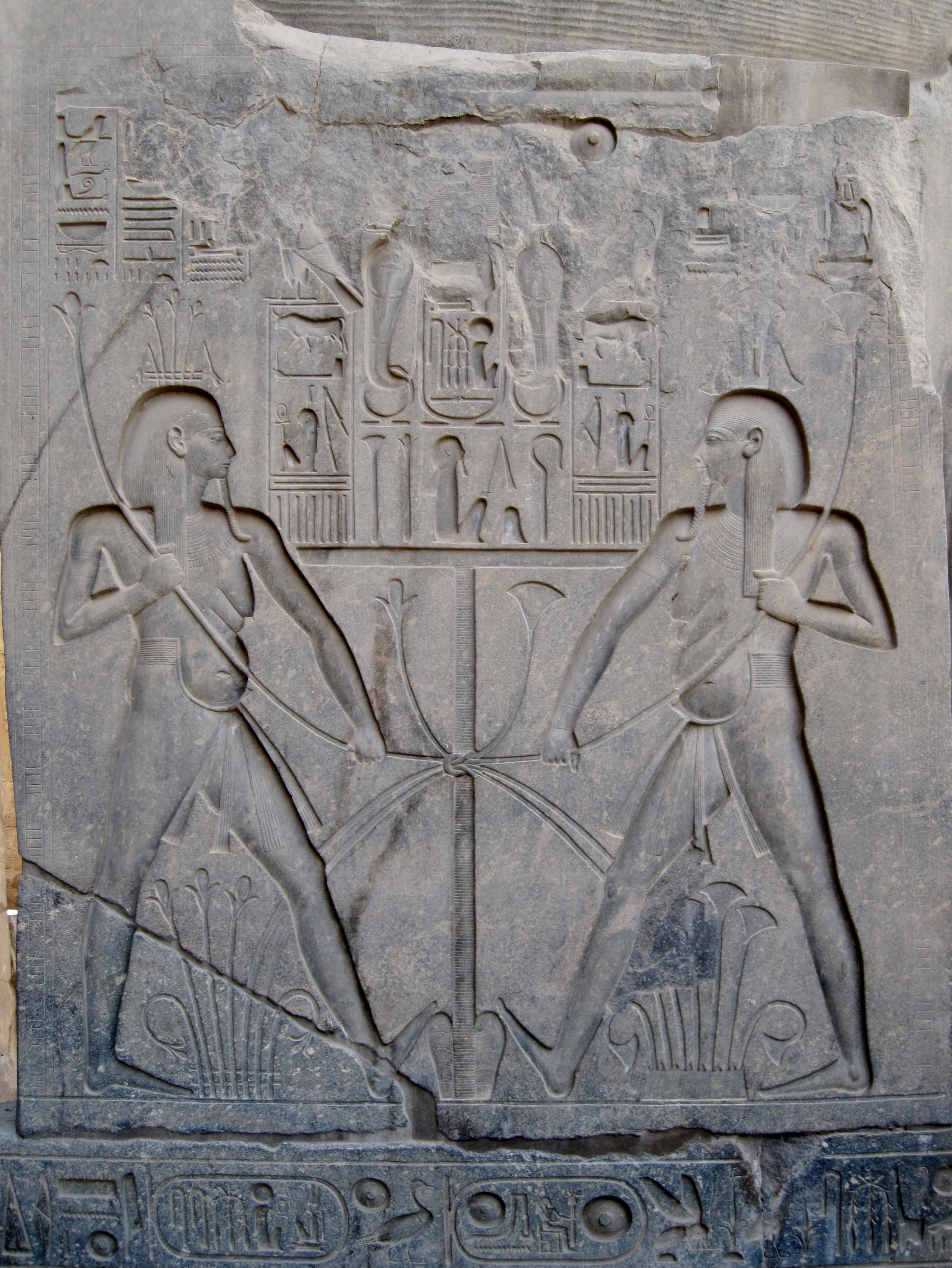
Escena de templo en Luxor, Tebas
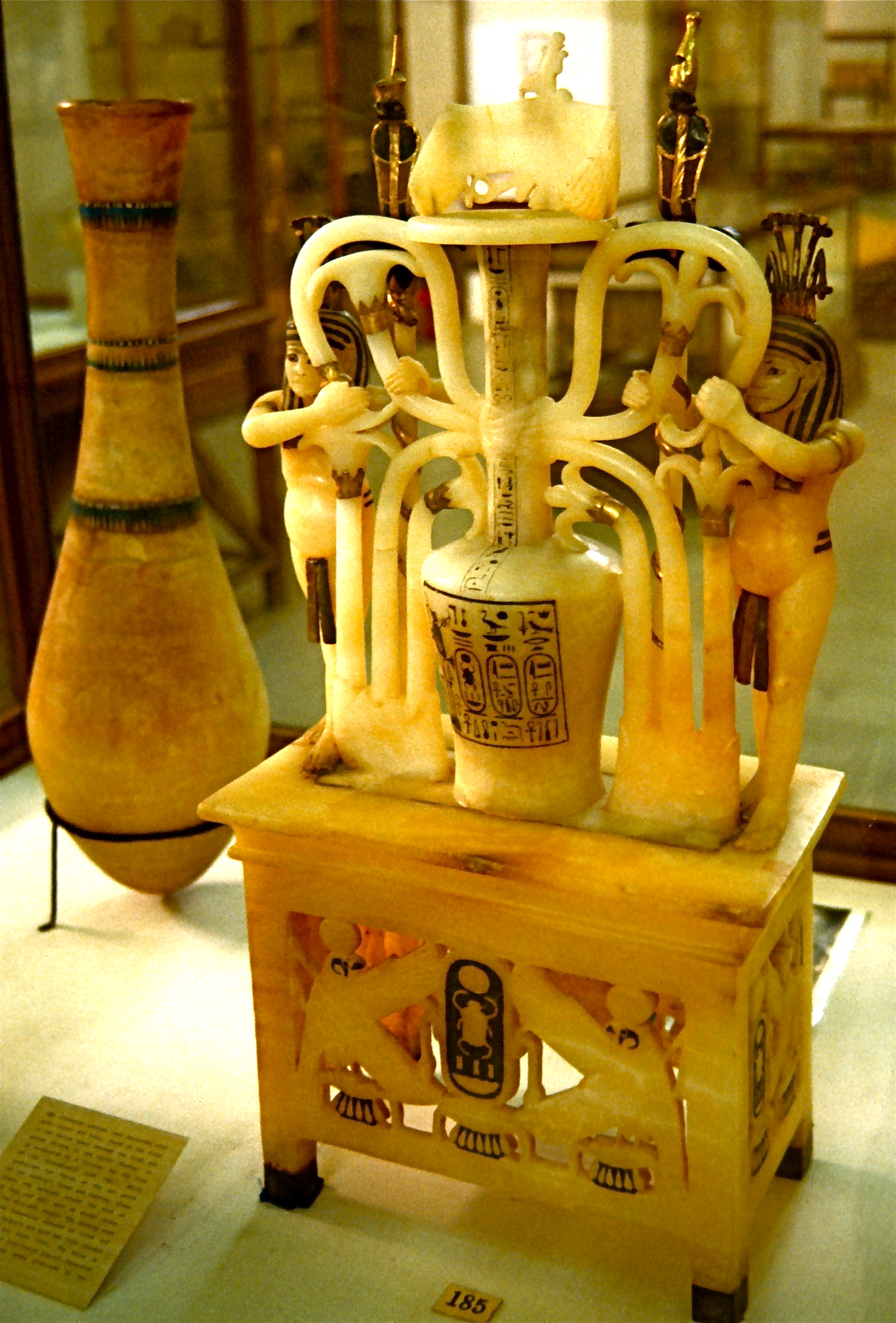
Tarro de alabastro que describe el sema tawy símbolo con Hapy. De la tumba de Tutankhamun.
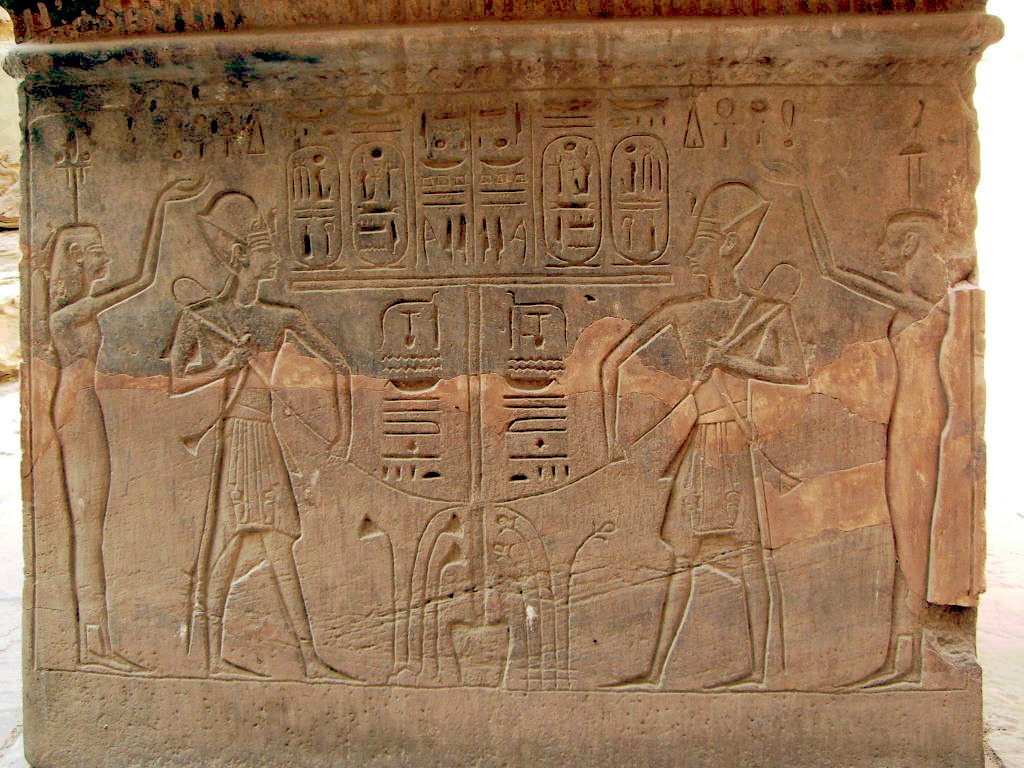
Ramesses III en el templo de Khonsu.
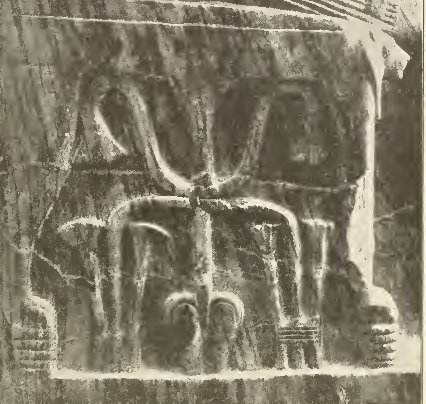
Sema tawy (Sin deidades) en el lado del trono de Khafra